# 0011 나폴레옹 솔로 - 대돌파
《0011 나폴레옹 솔로 - 대돌파》(The Spy With My Face)는 미국에서 제작된 존 뉴랜드 감독의 1965년  영화이다. 로버트 본 등이 주연으로 출연하였고 샘 롤프 등이 제작에 참여하였다.

## 출연

### 주연
- 로버트 본
- 센타 버거

### 조연
- 데이비드 맥컬럼
- 리오 G. 캐럴
- 마이클 에반스
- 샤론 패럴
- 파브리지오 미오니
- 도널드 해론
- 빌 건
- 폴라 레이몬드
- 해롤드 굴드
- 낸시 수에
- 미셸 캐리
- 잔 알번
- 제니퍼 빌링슬리
- 도나 미쉘

## 기타
- 미술: 조지 W. 데이비스
- 미술: 메릴 파이
- 세트: 헨리 그레이스
- 세트: 로버트 R. 벤턴
- Ass-PD: 조셉 칼벨리